# Azoia de Cima
Nota linguística: Com a entrada em vigor do Novo Acordo Ortográfico este topónimo passará a ser grafado Azoia de Cima.
Azoia de Cima é uma povoação portuguesa do Município de Santarém que foi sede da extinta Freguesia de Azoia de Cima, freguesia que tinha 8,44 km² de área e 496 habitantes (2011), e, por isso, uma densidade populacional de 58,8 hab/km².
A Freguesia de Azoia de Cima foi extinta e agregada à freguesia de Tremês, criando a União das freguesias de Azoia de Cima e Tremês. 
Situada num pequeno outeiro virado a Sul, rodeada de oliveiras seculares, Azoia de Cima (antiga sede da paróquia de Nossa Senhora da Graça) dista 16 quilómetros da sede do Município (Santarém).
Azoia de Cima é uma povoação muito antiga, de fundação anterior à nacionalidade portuguesa.
Actualmente a freguesia possui 496 habitantes (2011). A base da economia é o sector primário; a construção civil e a carpintaria cooperam para fazer da indústria uma actividade importante. É rica na produção de azeite, trigo, fava, milho, vinho, aveia e cevada.
Freguesia de eleição como segunda residência de gente de outras terras, beneficia, ainda, dos lucros relativos ao turismo.
Em Azoia de Cima as tradições estão bem vivas, manifestando-se em festas e romarias de cariz pagão ou religioso.

## População
| População da freguesia de Azoia de Cima | População da freguesia de Azoia de Cima | População da freguesia de Azoia de Cima | População da freguesia de Azoia de Cima | População da freguesia de Azoia de Cima | População da freguesia de Azoia de Cima | População da freguesia de Azoia de Cima | População da freguesia de Azoia de Cima | População da freguesia de Azoia de Cima | População da freguesia de Azoia de Cima | População da freguesia de Azoia de Cima | População da freguesia de Azoia de Cima | População da freguesia de Azoia de Cima | População da freguesia de Azoia de Cima | População da freguesia de Azoia de Cima |
| --------------------------------------- | --------------------------------------- | --------------------------------------- | --------------------------------------- | --------------------------------------- | --------------------------------------- | --------------------------------------- | --------------------------------------- | --------------------------------------- | --------------------------------------- | --------------------------------------- | --------------------------------------- | --------------------------------------- | --------------------------------------- | --------------------------------------- |
| 1864                                    | 1878                                    | 1890                                    | 1900                                    | 1911                                    | 1920                                    | 1930                                    | 1940                                    | 1950                                    | 1960                                    | 1970                                    | 1981                                    | 1991                                    | 2001                                    | 2011                                    |
| 453                                     | 481                                     | 552                                     | 598                                     | 675                                     | 773                                     | 807                                     | 906                                     | 850                                     | 787                                     | 692                                     | 679                                     | 574                                     | 537                                     | 496                                     |

| Distribuição da População por Grupos Etários | Distribuição da População por Grupos Etários | Distribuição da População por Grupos Etários | Distribuição da População por Grupos Etários | Distribuição da População por Grupos Etários | Distribuição da População por Grupos Etários | Distribuição da População por Grupos Etários | Distribuição da População por Grupos Etários | Distribuição da População por Grupos Etários | Distribuição da População por Grupos Etários |
| -------------------------------------------- | -------------------------------------------- | -------------------------------------------- | -------------------------------------------- | -------------------------------------------- | -------------------------------------------- | -------------------------------------------- | -------------------------------------------- | -------------------------------------------- | -------------------------------------------- |
| Ano                                          | 0-14 Anos                                    | 15-24 Anos                                   | 25-64 Anos                                   | > 65 Anos                                    |                                              | 0-14 Anos                                    | 15-24 Anos                                   | 25-64 Anos                                   | > 65 Anos                                    |
| 2001                                         | 76                                           | 65                                           | 263                                          | 133                                          |                                              | 14,2%                                        | 12,1%                                        | 49,0%                                        | 24,8%                                        |
| 2011                                         | 57                                           | 47                                           | 256                                          | 136                                          |                                              | 11,5%                                        | 9,5%                                         | 51,6%                                        | 27,4%                                        |

1. ↑  Helena Figueira. «Castanheira de Pêra e outros topónimos depois do Acordo Ortográfico». FLiP
2. ↑  Instituto Nacional de Estatística (Recenseamentos Gerais da População) - https://www.ine.pt/xportal/xmain?xpid=INE&xpgid=ine_publicacoes